# Rhomboda abbreviata
Rhomboda abbreviata är en orkidéart som först beskrevs av John Lindley, och fick sitt nu gällande namn av Paul Ormerod. Rhomboda abbreviata ingår i släktet Rhomboda och familjen orkidéer. Inga underarter finns listade i Catalogue of Life.